# SQL Server Express
SQL Server Express je varianta relační databáze Microsoft SQL Serveru, která je k volně dispozici pro stažení, užití i redistribuci. Je určena pro menší aplikace, které potřebují pracovat s daty uloženými v SQL databázi. Vychází z Microsoft SQL Server Data Engine (MSDE), který byl dodáván společně se SQL Server 2000. Název Express je používán od vydání SQL Server 2005.
Microsoft SQL Server Express LocalDB je varianta Microsoft SQL Server Expressu určená pro vývojáře s omezením 10 GB na databázi a pouze lokálním připojením (síťová připojení nejsou podporována).